# Оно, Кэнсё
Кэнсё Оно (яп. 小野 賢章 Оно Кэнсё, род. 5 октября 1989 года,Фукуока, Япония) — японский сэйю, актер и певец. Начинал карьеру в компании «Gekidan Himawari», на данный момент работает как актер озвучивания на компанию «Animo Produce» и как певец на компанию Lantis, в которой дебютировал в 2014 году. Стал известен тем, что озвучивал Гарри Поттера в японском кинопрокате, а также за роль Муромати Тодзи в мюзикле «Принц Тенниса».

## Личная жизнь
С июля 2020 года женат на японской сэйю Кане Ханадзаве.

## Фильмография

### Фильмы
- Shounen H — Иччан
- Houtai Club — Цуккоми
- DIVE!!
- Ousama Game
- Eden — Судзуки
- «Красная тень» — Акакагэ в детстве

### Дорамы
- Taiga drama: Toshiie to Matsu (2002) — Маэда Тосинага
- Taiga drama: Fūrinkazan (2007) — Ёриюки Сува (эп. 14—15)
- Ballad of a Shinigami — Маруяма
- Iwo Jima — Ивао Ямада
- Detective School Q — Дзюнья Камэда (эп. 4—5)
- Hakata Stay Hungry — Рёта Макино

### Роли в аниме
2006
- Tsubasa Chronicle — Хаос

2007
- Seirei no Moribito — Ясаму
- «Охота на призраков» — Тароу Комори

2008
- Monochrome Factor — Георг
- Pokémon Diamond и Pearl — Аарон

2009
- Michiko to Hatchin — Ленинэ

2012
- Kuroko's Basketball — Тэцуя Куроко[3]
- Magi: The Labyrinth of Magic — Хакурю Рэн

2013
- Gingitsune — Сатору Камио
- Kuroko's Basketball [ТВ-2] — Тэцуя Куроко
- Magi: The Kingdom of Magic — Хакурю Рэн
- Makai Ouji: Devils and Realist — Леонард

2014
- Ace of Diamond — Райти Тодороки
- Aldnoah.Zero — Слэйн Троярд
- Bakumatsu Rock — Содзи Окита
- Pokemon XY: Mega Evolution — Алайн
- Shounen Hollywood: Holly Stage for 49 — Сюн Майяма
- Yu-Gi-Oh! ARC-V — Юя Сакаки, Юри

2015
- Ace of Diamond [ТВ-2] — Раити Тодороки
- Aldnoah Zero [ТВ-2] — Слэйн Троярд
- Charlotte — Такато
- Fafner in the Azure: EXODUS — Суи Кабураги[4]
- Ghost in the Shell: Arise — Alternative Architecture — Вринда мл.
- Gintama — Таскэ Куроконо
- High School Star Musical — Тору Наюки
- Kuroko's Basketball [ТВ-3] — Тэцуя Куроко
- Maria the Virgin Witch — Йозеф
- Pokemon XY: Mega Evolution — Алайн
- Q Transformers: Return of the Mystery of Convoy — Хот Род
- Q Transformers: Saranaru Ninki Mono e no Michi — Хот Род
- Samurai Warriors — Тоётоми Хидэёри
- Seraph of the End [ТВ-1 и 2] — Микаэла Хякуя

2016
- Endride — Асанага Сюн
- Luck & Logic — Ёситика Цуруги
- Prince of Stride Alternative — Кохината Ходзуми
- Yuri on Ice — Пхичит Чуланонт
- «Проза бродячих псов» — Рюноскэ Акутагава

2017
- Tsuredure Children — Масафуми Акаги

2018
- RErideD: Derrida, who leaps through time — Деррида Ивэйн
- JoJo’s Bizarre Adventure: Golden Wind — Джорно Джованна

2019
- Beyblade Burst Gachi  — Дельта Акане
- My Roommate Is a Cat — Субару Микадзуки

2020
- A Whisker Away — Масамити Исами

2021
- Vivy: Fluorite Eye's Song — Тацуя Саэки

2025 год
- Li’l Miss Vampire Can’t Suck Right — Тацута Отори

### Видеоигры
- Winnie the Pooh: Pre School — Кристофер Робин
- Eureka 7 vol.1: New Wave — брат Натабати
- Shinreigari: Ghost Hound DS — Таро Комори
- Sky Crawlers: Innocent Aces — Ко Юкумори
- Dissidia 012 Final Fantasy — Ваан
- Tokyo Ghoul: Jail — Рио
- Yu-Gi-Oh -ARC-V Tag Force Special — Юя Сакаки
- Gakuen Club — Тома Сакай
- JoJo's Bizarre Adventure: Diamond Records — Джорно Джованна
- Food Fantasy — Брауни, Б-52, Наполеон
- Genshin Impact — Дилюк

### Полнометражная анимация
- Legend of the Millennium Dragon (2011) — Дзюн Тэндо
- Saint Seiya: Legend of Sanctuary (2014) — Цугнус Хьога
- Boruto: Naruto the Movie (2015) — Сикадай Нара

### Радио драмы
- Samurai Shodown: Warriors Rage — Сэйсиро Куки
- Kuroko's Basketball — Куроко Тецуя

### Original video animation (OVA)
- «Beyond» («Аниматрица») (2003) — Манабу
- Coicent (2011) — Синъити Какимоно
- Ghost in the Shell: Arise (2014) — Вринда мл.
- Submarine 707R (2003) — Кэндзи Манахая

### Дубляж
- Фильмы с участием актера Дэниела Рэдклиффа:
  - «Женщина в чёрном» — А́ртур Киппс
  - «Убей своих любимых» — Аллен Гинзберг
  - «Декабрьские мальчики» — Мапс
  - «Гарри Поттер (серия фильмов)» — Гарри Поттер
  - «Записки юного врача» — юный врач Владимир Бомгард
- Другие фильмы:
  - «Фаворит» — Джон «Ред» Поллард / Рыжий (в детстве)
  - «Перл-Харбор» — Рэйф Маккоули (в детстве)
  - «Таинственная река» — Дейв Бойл (в детстве)
  - Lupin III
- Мультипликационные фильмы:
  - «Винни-Пух Preschool» — Кристофер Робин
  - «История игрушек: Большой побег» — Энди Дэвис
  - «Питер Пэн 2: Возвращение в Нетландию» — Проныра

### Роли в театре
1999
- Boy H

2001
- Элизабет — Рудольф в молодости
- Король Лев — маленький Симба

2003
- Без семьи — Капи

2004
- Без семьи — Капи

2005
- Таинственный сад — Дикон

2006
- Без семьи — Капи

2007
- Unforgettable person — Михаэль

2008
- Itazura na Kiss
- Night on the Galactic Railroad
- Double booking
- Memories 3 -サードオファー 〜かつてすごし日々を愛でるということ〜

2009
- ABC〜Aoyama Boys Cabaret〜
- Oasis and desert 〜Love on the planet〜[5]
- Паттиги: Удар головой
- Banana Fish

2010
- 源氏物語featuring大黒摩季〜ボクは十二単に恋をする〜
- コエラカントゥス〜深海 眠る君の声〜

2011
- Принц тенниса — мюзикл — 2 сезон — Муромати Тодзи
- ポチッとな。 -Switching On Summer-[6]

2012
- Принц тенниса — мюзикл — 2 сезон — Муромати Тодзи
- HYBRID　PROJECT Vol.6 «FLYING PANCAKE»
- ASSH 16th project «Snow in Kaminarikeoka»
- 男子ing!!
- Fushigi Yugi
- Guykkyou Nine
- アトリエ・ダンカンプロデュース「観る朗読劇"100歳の少年と12通の手紙」アンコール公演"

2013
- 朗読劇"しっぽのなかまたち2"
- В чаще

2014
- トンボイ!!
- Принц тенниса — мюзикл — 2 сезон — Муромати Тодзи
- MY LIFE 〜今よりも、少しだけ高い場所へ〜
- Dogura Magura
- SOLID STAR produce Vol.2 Jovica!
- DARK CROWS トキノソラ

2015
- Papa★I Love You
- ライン（国境）の向こう

2016
- Баскетбол Куроко Stage — Куроко Тэцуя

## Дискография
- Синглы

| № | Дата выхода | Название       | Номер по каталогу           | Номер по каталогу | Рейтинг |
| № | Дата выхода | Название       | First Press Limited Edition | Normal Edition    | Рейтинг |
| - | ----------- | -------------- | --------------------------- | ----------------- | ------- |
| 1 | 26.02.2014  | FANTASTIC TUNE | LACM-34200                  | LACM-14200        | 15      |
| 2 | 08.04.2015  | ZERO           | LACM-34331                  | LACM-14331        | 7       |
| 3 | 27.01.2016  | STORY          | LACM-34422                  | LACM-14422        |         |

- Мини-альбомы

| № | Дата выхода | Название        | Номер по каталогу           | Номер по каталогу | Рейтинг |
| № | Дата выхода | Название        | First Press Limited Edition | Normal Edition    | Рейтинг |
| - | ----------- | --------------- | --------------------------- | ----------------- | ------- |
| 1 | 25.06.2014  | Touch the Style | LACA-35405                  | LACA-15405        | 37      |
| 2 | 23.03.2016  | COLORS          | LACA-35539                  | LACA-15539        |         |

- Видео-работа

| № | Дата выхода | Название                                                 | Номер по каталогу |
| - | ----------- | -------------------------------------------------------- | ----------------- |
| 1 | 08.07.2015  | Kensho Ono First Live & Documentary Film"Touch my Style" | LABM-7166         |

## Достижения
- 2014 — был удостоен премии «Best New Artist» на «JpopAsia Music Awards 2014».[10]
- 2015 — по результатам опроса на портале «The Hand That Feeds» занял 17-е место в рейтинге «ТОП-15 Поющих Сэйю 2015» (в числе дополнительных 5 мест).[11]
- 2015 — занял 10-е место в рейтинге «Лучший актер-сэйю» в «Newtype Anime Awards 2014—2015».[12]